# Jacopo Quadri
Jacopo Quadri (* 17. November 1964 in Mailand) ist ein italienischer Filmeditor, der auch als Regisseur und Produzent von Dokumentarfilmen, sowie als Verleger tätig ist.
Quadri ist für die Montage von über 90 langen Spiel- und Dokumentarfilmen verantwortlich und zählt zu den bedeutendsten Editoren des zeitgenössischen italienischen und internationalen Kinos. Er hat sämtliche Langfilme der Regisseure Mario Martone und Gianfranco Rosi montiert; auch einige Werke von Bernardo Bertolucci, Paolo Virzì, Marco Bechis und Zhang Yuan zählen zu seiner Filmografie.
Als Editor war Jacopo Quadri insgesamt elfmal für den italienischen Filmpreis David di Donatello nominiert; er gewann diesen Preis 1998 für die Montage des Spielfilms Teatro di guerra.  Zudem haben Filme, die von Quadri montiert wurden, einige der wichtigsten internationalen Festival-Preise gewonnen: Das andere Rom (Sacro GRA) erhielt 2013 als erster Dokumentarfilm überhaupt den Goldenen Löwen der Filmfestspiele in Venedig, während  Seefeuer (Fuocoammare) 2016 bei der Berlinale mit dem Goldenen Bären ausgezeichnet wurde.
Seit Ende der 1990er Jahre ist Jacopo Quadri phasenweise auch als Regisseur und Produzent von dokumentarischen Kurz- und Langfilmen aktiv und gewann in diesen Rollen ebenfalls mehrere Preise auf Filmfestivals.

## Leben und Werk

### Herkunft und Familienerbe
Jacopo Quadri ist der Sohn von Franco Quadri (1936 – 2011), einem Essayisten, Übersetzer und Journalisten, der sich als einer der bedeutendsten italienischen Theaterkritiker etablieren konnte. Nach Francos Tod erbte Jacopo dessen Verlag Ubulibri, der auf Theater-Bücher spezialisiert ist. Neben dem Verlag führt Jacopo Quadri auch ein weiteres Erbe seines Vaters fort: Er ist Präsident der Associazione Ubu per Franco Quadri, die unter anderem jedes Jahr die 1978 von Franco Quadri gegründeten Theaterpreise Premio Ubu per il teatro vergibt.

### Karriere als Filmeditor
Jacopo Quadri studierte an der Filmhochschule Scuola Nazionale di Cinema in Rom. Eine seiner ersten Arbeiten als Filmeditor war die von Enrico Ghezzi inszenierte Episode Gelosi e tranquilli des 1988 erschienenen Omnibusfilms Provvisorio quasi d'amore. Sein erster Langfilm war 1989 der deutschsprachige Spielfilm Venedig: traumhaft billig! der Regisseure Frank Guido Blasberg und Michael W. Esser; letzterer war auch Ko-Editor des Films.

#### Filme mit Mario Martone
Schon früh in seiner Karriere kam Jacopo Quadri mit Regisseur Mario Martone zusammen. Dessen gesamtes, vielfach preisgekröntes Œuvre von inzwischen über zehn Langfilmen hat Quadri montiert. Martones Debütspielfilm Morte di un matematico napoletano, wurde 1992 bei den Filmfestspielen in Venedig mit dem Großen Preis der Jury ausgezeichnet, und brachte Quadri seine erste Nominierung für den italienischen Filmpreis David di Donatello ein. Eine zweite Nominierung folgte 1995 für L'amore molesto, der in drei anderen Kategorien ausgezeichnet wurde, inkl. Beste Regie.
Zum ersten Mal gewinnen konnte Quadri den italienischen Filmpreis für die Beste Montage im Jahr 1998 mit Martones dritten Langfilm Teatro di guerra, der von den Proben einer Theatergruppe zur Zeit des Bosnienkrieges handelt. Anschließend kam es mit dem Dokumentarfilm Un posto al mondo (2000) zu einer gemeinsamen Regiearbeit von Quadri und Martone.
Den Hauptanteil der Zusammenarbeit machen jedoch weiterhin historische Dramen aus: Für Martones Die Fahne der Freiheit (Noi credevamo) erhielt Quadri 2011 nicht nur seine inzwischen siebte David di Donatello Nominierung; der Film gewann außerdem in sieben weiteren Kategorien, inkl. Bester Film. Ähnlich lief es 2014 mit Il giovane favoloso, einer Biografie des Dichters Giacomo Leopardi. Es gab wieder eine Nominierung für Quadri, und der Film gewann in fünf weiteren Kategorien. Der im Jahr 1914 angesiedelte Spielfilm Capri-Revolution brachte es 2019 sogar auf insgesamt 13 Nominierungen, von denen er zwei gewinnen konnte. Quadri war diesmal zusammen mit seiner Ko-Editorin Natalie Cristiani nominiert. Der 2019 im Wettbewerb von Venedig uraufgeführte Mafia-Krimi Il sindaco del Rione Sanità, angelehnt an eine Theaterinszenierung von Martone, brachte Quadri ebenfalls zwei Schnittpreis-Nominierungen ein.

#### Filme mit Gianfranco Rosi
Auch alle Langfilme des Dokumentarfilm-Regisseurs Gianfranco Rosi hat Jacopo Quadri montiert. Bereits 1993 arbeitete er an Rosis Abschlussfilm Boatman (Ein Boot auf dem Ganges), einem mittellangen Dokumentarfilm, der auf etlichen internationalen Filmfestivals lief, darunter Sundance, Locarno, Toronto und Amsterdam. 15 Jahre sollten vergehen, bis die beiden wieder für Rosis ersten abendfüllenden Dokumentarfilm zusammen kamen: Unter dem Meeresspiegel (Below Sea Level), ebenfalls eine italienisch-amerikanische Koproduktion. Es folgten 2010: Der Auftragskiller – Zimmer 164 (El Sicario, Room 164), 2013: Das andere Rom (Sacro GRA), und 2016:  Seefeuer (Fuocoammare). Sowohl Das andere Rom als auch Seefeuer wurden mit zahlreichen nationalen und internationalen Preisen ausgezeichnet.
Das bislang letzte gemeinsame Werk Notturno erlebte seine Uraufführung im Wettbewerb der Filmfestspiele von Venedig 2020. Aufgrund der Materialmenge von über 90 Stunden, die während der dreijährigen Dreharbeiten in Kriegsgebieten des Nahen Ostens entstanden war, wurde Fabrizio Federico als zweiter Editor hinzugezogen.
Gianfranco Rosi hat seine professionelle Zusammenarbeit mit Quadri als „Method Editing“ beschrieben, in Anlehnung an den Begriff „Method Acting“. 2017 führte Quadri im Rahmen des Internationalen Filmfestivals Visions du Réel in Nyon eine Masterclass zu den Werken von Rosi durch.

#### Filme mit weiteren Regisseuren
Neben seinen beiden Stammregisseuren Matrone und Rosi, hat Jacopo Quadri mit einer Reihe weiterer Regisseure an bedeutenden Werken zusammengearbeitet. Dazu zählen Junta (1999) von Marco Bechis (für den Quadri zwei Schnittpreise erhielt), Die Träumer (2003) sowie Ich und Du (2012) von Bernardo Bertolucci, Little Red Flowers (2006) von Zhang Yuan, und Das Leuchten der Erinnerung (2017) von Paolo Virzì.
Es gibt auch eine Zusammenarbeit mit dem thailändischen Regisseur Apichatpong Weerasethakul, an dessen 2004 erschienenem Spielfilm Tropical Malady. In den Eröffnungscredits steht Quadri direkt unter dem Editor Lee Chatametikool als „Editing Adviser“ (Montage-Berater). Dies hat dazu geführt, dass Quadri in vielen Datenbanken unpräzise als zweiter Editor des Films geführt wird, oder ganz falsch als Schnittassistent.
Bei der Literaturverfilmung Waiting for the Barbarians (Warten auf die Barbaren), der im September 2019 im Rahmen der Filmfestspiele von Venedig uraufgeführt wurde, arbeitete Quadri zum ersten Mal mit dem kolumbianischen Regisseur Ciro Guerra zusammen.

### Karriere als Regisseur und Produzent
Im Jahre 1997 begann Jacopo Quadri kurze und mittellange Filme herzustellen, die aus Archivmaterial und Found-Footage-Material bestehen. Sein erster Langfilm als Regisseur war Un posto al mondo (2000), der ebenfalls Found-Footage-Material verwendet. In Ko-Regie mit Mario Martone entstanden, ist der Dokumentarfilm eine Auseinandersetzung mit den Schmerzen von Emigration und Immigration. Dafür montierte Quadri assoziativ Bilder aus aller Welt, die in den Nachrichten-Archiven der Rundfunkanstalt RAI gefunden wurden.
Es folgte eine längere Phase, in der Quadri nicht als Regisseur in Erscheinung trat. Seine bleibende Faszination für Found Footage führte 2014 zu dem 30-minütigen Dokumentarfilm Eccoli, der in Ko-Regie mit dem Regisseur Stefano Ricci und dem Musiker Giacomo Piermatti entstand. Die Montage des Films bietet einen Einblick in die revolutionären Jahre von Franco Basaglia in der psychiatrischen Klinik von Gorizia, indem sie unveröffentlichte Bilder der dortigen Musiktherapie-Workshops fragmentarisch verknüpft.
Nach dem Tod seines Vaters Franco Quadri im Jahre 2011, trug die Beschäftigung mit dessen umfangreichem Theater-Erbe dazu bei, dass Jacopo sich in seinen nächsten langen Dokumentarfilmen zwei berühmten Theaterregisseuren zuwendete: La scuola d'estate (2014) ist ein Porträt von Luca Ronconi und dessen experimenteller Theaterschule Centro Teatrale Santacristina in Umbrien. Mit dem Film gewann Quadri 2015 den Sonderpreis Nastro d'Argento der Berufsvereinigung der italienischen Filmjournalisten (SNGCI) und den Libero Bizzarri Preis für die beste Regie. 2015 folgte der in Ko-Regie mit Davide Barlett entstandene Film Il paese dove gli alberi volano, über Eugenio Barba und seine Theatergruppe Odin Teatret.
Der 2017 erschienene Dokumentarfilm Lorello e Brunello, ein Porträt von Zwillingen die in der Toskana einen Bauernhof betreiben, brachte Quadri beim Internationalen Filmfestival Turin den Cipputi Preis und eine besondere Erwähnung der Jury ein.
2019 produzierte Quadri den mittellangen Dokumentarfilm Gli Indocili der Regisseurin Ana Shametaj, und war zugleich Ko-Editor des Films. 2020 wurde sein mittellanges dokumentarisches Porträt Ultimina im Rahmen des Internationalen Dokumentarfilm-Festivals Amsterdam (IDFA) uraufgeführt.

### Sonstiges
Jacopo Quadri ist Mitglied der Europäischen Filmakademie in der Sektion für Editoren. Seine 1994 geborene Tochter Ondina Quadri ist Schauspielerin.

## Auszeichnungen

### Preise für Montage
- 1998: David di Donatello Preis – Beste Montage (Migliore Montatore) für Teatro di guerra
- 1999: Ciak d’oro – Beste Montage (Miglior Montaggio) für Shandurai und der Klavierspieler (L'assedio)
- 2000: Ciak d’oro für Junta (Garage Olimpo)
- 2000: Silberner Condor des Verbands der Argentinischen Filmkritiker (ACCA) – Beste Montage (Miglior Montaggio) für Junta[27]
- 2004: Ciak d’oro für Die Träumer (I sognatori, auch The Dreamers)

### Nominierungen für Montage
- 1993: David di Donatello Preis für Morte di un matematico napoletano
- 1993: Golden Ciak Preis für Morte di un matematico napoletano
- 1995: David di Donatello Preis für L'amore molesto
- 1996: Goldener Ciak Preis für L'amore molesto
- 1998: David di Donatello Preis für Ovosodo
- 2000: David di Donatello Preis für Junta
- 2000: Nastro d’Argento – Beste Montage (Migliore Montaggio) für Junta & Baci e abbracci
- 2004: David di Donatello Preis für Die Träumer
- 2004: Nastro d’Argento Preis für Die Träumer
- 2006: Silberner Condor Preis für Whisky Romeo Zulu
- 2007: Nastro d’Argento Preis für Little Red Flowers
- 2011: David di Donatello Preis für Die Fahne der Freiheit (Noi credevamo)
- 2011: Nastro d’Argento Preis für Gangor
- 2015: David di Donatello Preis für Il giovane favoloso
- 2016: David di Donatello Preis für Seefeuer (Fuocoammare)
- 2017: Nastro d’Argento Preis für La guerra dei cafoni
- 2019: David di Donatello Preis für Capri-Revolution, zusammen mit Natalie Cristiani
- 2020: David di Donatello Preis für Il sindaco del rione Sanità
- 2020: Nastro d’Argento Preis für Il sindaco del rione Sanità

### Preise für Regie
- 2015: Sonderpreis Nastro d’Argento der Berufsvereinigung der italienischen Filmjournalisten (SNGCI) für La scuola d'estate
- 2015: Libero Bizzarri Preis – Beste Regie für La scuola d'estate
- 2017: Cipputi Preis des Filmfestival Turin für Lorello e Brunello

## Filmografie (Auswahl)
Wo kein Einzelnachweis angegeben ist, sind die Quellen für die Filmografie: Cinematografo.it, Cinemaitaliano.info, und Filmdienst, – jeweils gegengeprüft mit IMDb. Die Jahreszahlen der Quellen sind, falls nötig, angepasst an das Erscheinungsjahr. Wo nicht anders ausgewiesen, handelt es sich um einen abendfüllenden Spielfilm.

### Montage
- 1989: Venedig: traumhaft billig! – Regie: Frank Guido Blasberg & Michael W. Esser[12]
- 1991: Le mosche in testa – Regie: Maria Daria Menozzi & Gabriella Morandi
- 1992: Morte di un matematico napoletano – Regie: Mario Martone
- 1993: Ein Boot auf dem Ganges (Boatman) – mittellanger Dokumentarfilm, Regie: Gianfranco Rosi
- 1995: L'amore molesto – Regie: Mario Martone
- 1995: Il mondo alla rovescia – Regie: Isabella Sandri
- 1995: Trafitti da un raggio di sole – Regie: Claudio Del Punta
- 1995: Il verificatore – Regie: Stefano Incerti
- 1995: Der Onkel aus Brooklyn (Lo zio di Brooklyn) – Regie: Daniele Ciprì & Franco Maresco
- 1996: Escoriandoli – Regie: Antonio Rezza
- 1997: I vesuviani – Omnibusfilm, davon hat Qadri 3 Segmente montiert:
  - Segment „La stirpe di Iana“ – Regie: Pappi Corsicato
  - Segment „Il diavolo in bottiglia“ – Regie: Stefano Incerti
  - Segment „La salita“ – Regie: Mario Martone
- 1997: L'amico di Wang – Regie: Carl Haber
- 1997: Ovosodo – Regie: Paolo Virzì
- 1997: Fuochi d'artificio – Regie: Leonardo Pieraccioni
- 1998: Teatro di guerra – Regie: Mario Martone
- 1998: Mare largo – Regie: Ferdinando Vicentini Orgnani
- 1998: Shandurai und der Klavierspieler (L'assedio) – Regie: Bernardo Bertolucci
- 1999: Baci e abbracci – Regie: Paolo Virzì
- 1999: Am Anfang waren die Unterhosen (In principio erano le mutande) – Regie: Anna Negri
- 1999: Junta (Garage Olimpo) – Regie: Marco Bechis
- 1999: Questo è il giardino – Regie: Giovanni Davide Maderna
- 1999: Een vrouw van het noorden – Regie: Frans Weisz
- 1999: Guo nian hui jia – Regie: Zhang Yuan
- 1999: Bibione Bye Bye One – Dokumentarfilm, Regie: Alessandro Rossetto[30]
- 2000: Liberate i pesci! – Regie: Cristina Comencini
- 2000: Esperando al Mesías – Regie: Daniel Burman
- 2000: Il mnemonista – Regie: Paolo Rosa
- 2000: Bicho de Sete Cabeças – Regie: Laís Bodanzky, zweite Editorin: Letizia Caudullo
- 2001: Domani – Regie: Francesca Archibugi
- 2001: Figli/Hijos – Regie: Marco Bechis
- 2001: I dieci comandamenti – Regie: Mario Martone
- 2001: The Triumph of Love – Regie: Clare Peploe
- 2001: Chiusura – Dokumentarfilm, Regie: Alessandro Rossetto
- 2002: PAZ! – Regie: Marco Bechis
- 2002: Guerre sans images – Dokumentarfilm, Regie: Mohammed Soudani[31]
- 2002: Ten Minutes Older: The Cello (Segment "Histoire d'eaux") – Regie: Bernardo Bertolucci
- 2002: My Name Is Tanino – Regie: Paolo Virzì
- 2003: Die Träumer (I sognatori, auch The Dreamers) – Regie: Bernardo Bertolucci
- 2003: Der Fuchs mit drei Pfoten (La volpe a tre zampe) – Regie: Sandro Dionisio
- 2004: L’odore del sangue – Regie: Mario Martone
- 2004: Whisky Romeo Zulu – Dokudrama, Regie: Enrique Piñeyro, zweiter Editor: Alejandro Brodersohn
- 2005: Amatemi – Regie: Renato De Maria
- 2005: Face Addict – Dokumentarfilm, Regie: Edo Bertoglio
- 2006: Little Red Flowers (Kan shang qu hen mei) – Regie: Zhang Yuan
- 2006: Agua – Regie: Verónica Chen
- 2006: Mare nero – Regie: Roberta Torre
- 2006: Verleger und Revolutionär: Giangiacomo Feltrinelli (Feltrinelli) – Dokumentarfilm, Regie: Alessandro Rossetto
- 2006: Grido – Dokumentarfilm, Regie: Pippo Delbono
- 2006: Viaggio Segreto – Regie: Roberto Andò
- 2007: Lezioni di volo – Regie: Francesca Archibugi
- 2008: Bye Bye Life – Dokumentarfilm, Regie: Enrique Piñeyro
- 2008: Sleeping Around – Regie: Marco Carniti
- 2008: Birdwatchers – Das Land der roten Menschen (Birdwatchers – La terra degli uomini rossi) – Regie: Marco Bechis
- 2008: Unter dem Meeresspiegel (Below Sea Level) – Dokumentarfilm, Regie: Gianfranco Rosi
- 2008: Dada – Regie: Zhang Yuan, zweiter Editor: Wu Yixiang[32]
- 2009: Housing – Dokumentarfilm, Regie: Federica Di Giacomo
- 2010: Taxiphone – Regie: Mohammed Soudani
- 2010: Der Auftragskiller – Zimmer 164 (El Sicario, Room 164) – Dokumentarfilm, Regie: Gianfranco Rosi
- 2010: Die Fahne der Freiheit (Noi credevamo) – Regie: Mario Martone
- 2010: Gangor – Regie: Italo Spinelli
- 2011: Le Vere False Teste di Modigliani – mittellanger TV-Dokumentarfilm, Regie: Giovanni Donfrancesco
- 2011: Operette morali – Theater-Dokumentation, Regie: Mario Martone
- 2012: Ich und Du (Io e te) – Regie: Bernardo Bertolucci
- 2012: Acciaio – Regie: Stefano Mordini
- 2012: Pandemia – Regie: Lucio Fiorentino
- 2013: Piccola patria – Regie: Alessandro Rossetto
- 2013: Das andere Rom (Sacro GRA) – Dokumentarfilm, Regie: Gianfranco Rosi
- 2014: The Good Life – Regie: Niccolò Ammaniti
- 2014: La vita oscena – Regie: Renato De Maria, zweite Editorin: Letizia Caudullo
- 2014: Il giovane favoloso – Regie: Mario Martone
- 2014: Oro Verde – Regie: Mohammed Soudani
- 2015: Sworn Virgin (Vergine giurata) – Regie: Laura Bispuri, zweite Editorin: Carlotta Cristiani
- 2016: Seefeuer (Fuocoammare) – Dokumentarfilm, Regie: Gianfranco Rosi
- 2016: Pericle il nero – Regie: Stefano Mordini
- 2016: Last Ride – Dokumentarfilm, Regie: Andrea Pellerani
- 2017: La guerra dei cafoni – Regie: Davide Barletti & Lorenzo Conte
- 2017: Das Leuchten der Erinnerung (The Leisure Seeker) – Regie: Paolo Virzì
- 2018: Così in terra – TV-Dokumentarfilm, Regie: Paolo Santolini[33]
- 2018: Capri-Revolution – Regie: Mario Martone; zweite Editorin: Natalie Cristiani
- 2018: Notti magiche – Regie: Paolo Virzì[34]
- 2019: Effetto Domino – Regie: Alessandro Rossetto, zweiter Editor: Matteo Serman
- 2019: Waiting for the Barbarians – Regie: Ciro Guerra
- 2019: Il sindaco del rione Sanità – Regie: Mario Martone
- 2020: Notturno – Dokumentarfilm, Regie: Gianfranco Rosi
- 2020: Du hast das Leben vor dir (La vita davanti a sé) – Regie: Edoardo Ponti
- 2021: Qui rido io –  Regie: Mario Martone
- 2021: Das Pfauenparadies (Il paradiso del pavone) – Regie: Laura Bispuri
- 2022: Nostalgia – Regie: Mario Martone
- 2025: Fuori – Regie: Mario Martone

### Regie, Produktion & Montage
- 1997: Saharawi, voci distanti dal mare – mittellanger Dokumentarfilm, Ko-Regie: Antonietta De Lillo & Patrizio Esposito, Ko-Editorin: Carlotta Cristiani
- 1997: Statici – Found-Footage-Kurzfilm[35]
- 1998: La terra trema – mittellanger TV-Dokumentarfilm aus der Reihe Alfabeto italiano, Ko-Regie: Mario Martone[10]
- 2000: Marisa – Found-Footage-Kurzfilm[36]
- 2000: Un posto al mondo – Found-Footage-Dokumentarfilm, Ko-Regie: Mario Martone
- 2012: Omaggio a Giuseppe Bertolucci – kurzer Dokumentarfilm
- 2014: Eccoli – mittellanger Found-Footage-Dokumentarfilm, Ko-Regie: Stefano Ricci & Giacomo Piermatti[19]
- 2014: La scuola d‘estate – Dokumentarfilm
- 2015: Il paese dove gli alberi volano – Dokumentarfilm, Ko-Regie: Davide Barlett
- 2017: Lorello e Brunello – Dokumentarfilm
- 2020: Ultimina – mittellanger Dokumentarfilm

### Produktion & Montage
- 2019: Gli Indocili – mittellanger Dokumentarfilm, Regie: Ana Shametaj, Ko-Editor: Nicolò Tettamanti[25]

### Montage-Beratung & Montage-Supervisor
- 2004: Tropical Malady (Sud pralad) – Regie: Apichatpong Weerasethakul, Editor: Lee Chatametikool
- 2017: Vita agli arresti di Aung San Suu Kyi – Regie: Marco Martinelli, Editor: Natalie Cristiani[37]